# Avenue François-Élie Van Elderen

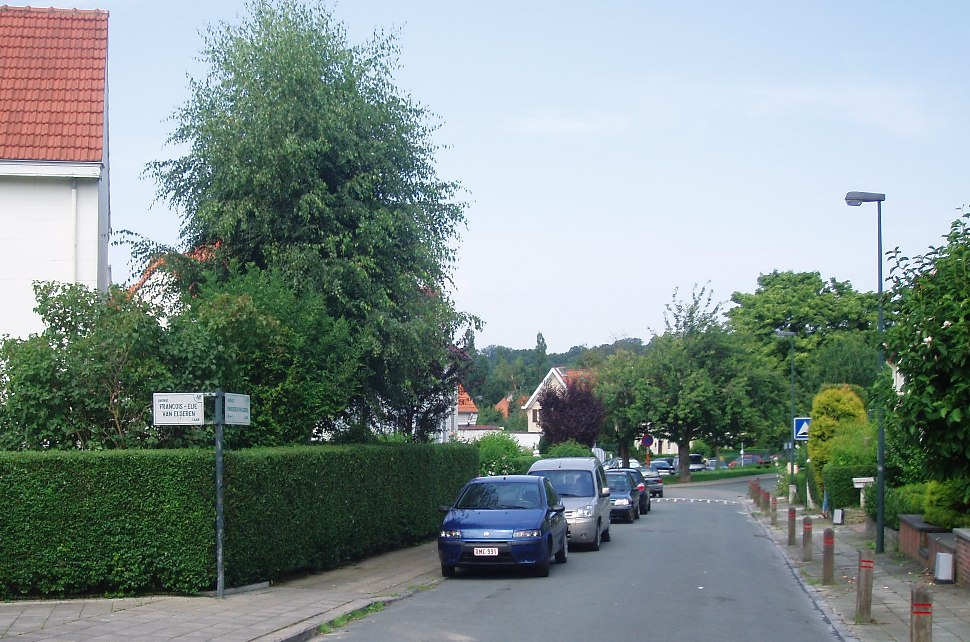
L'avenue Van Elderen

L'avenue François-Elie Van Elderen est une rue bruxelloise de la commune d'Auderghem dans le quartier du Transvaal qui relie la chaussée de Wavre et l'avenue Joseph Chaudron sur une distance de 290 mètres.

## Historique et description
Cette rue est une des rues faisant partie de la cité-jardin autour du square Antoine Van Lindt.
Le 4 décembre 1922, il fut décidé de donner des noms de victimes de la guerre aux quatre rues et à la place de la cité-jardin. Le nom de cette rue vient du soldat François-Élie Van Elderen, né le 5 août 1899 à Schaerbeek, tué le 15 janvier 1916 à Zuidschote lors de la Première Guerre mondiale. Il était domicilié en la commune de Auderghem.
Initialement, l’avenue Van Elderen, venant de la chaussée de Wavre, ne dépassait pas le square Antoine Van Lindt; l’autre partie s’appela alors avenue des Frères Goemaere.
Le 19 décembre 1925, le collège prolongea l’avenue jusqu’au square du Sacré-Cœur et renomma par la même l’ avenue des Quatre Maries en avenue des Frères Goemaere.
- Permis de bâtir délivré le 9 août 1921 pour plus de 80 maisons dans la cité-jardin à la SNHBM.